# Pselaphus erichsoni
Pselaphus erichsoni är en skalbaggsart som beskrevs av Leconte 1840. Pselaphus erichsoni ingår i släktet Pselaphus och familjen kortvingar. Inga underarter finns listade i Catalogue of Life.